# Кеті Тернер
Кеті Енн Тернер (англ. Cathy Ann Turner; нар. 10 квітня 1962 ) — американська ковзанярка, що спеціалізувалася в шорт-треку, дворазова олімпійська чемпіонка, олімпійська медалістка.
Дві золоті олімпійські медалі Тернер виборола на Альбервільській та Ліллегаммерській олімпіадах на дистанції 500 метрів. Дві інші олімпійські медалі вона здобула в естафетах.

## Зовнішні посилання
- Досьє на сайті Олімпійського комітету

## Виноски
1. ↑  http://www.sports-reference.com/olympics/countries/USA/
2. 1 2 3  http://www.sports-reference.com/olympics/athletes/tu/cathy-turner-1.html
3. ↑  http://www.britannica.com/EBchecked/topic/610251/Cathy-Turner
4. ↑  http://www.playingfieldpromotions.com/Cathy-Turner.php
5. ↑  http://www.encyclopedia.com/doc/1G2-3407900584.html
6. ↑  http://www.nytimes.com/1994/02/10/sports/winter-olympics-moving-on-the-fast-track.html